# Severo Luzardo
Severo Luzardo Filho (Uruguaiana, 29 de junho de 1962 — Rio de Janeiro, 12 de março de 2022) foi um carnavalesco e figurinista brasileiro. Nascido no seio da Escola de Samba Os Rouxinóis de Uruguaiana, do RS, filho de Severo Muruzzi Luzardo, que foi presidente da escola, falecido em 2011 e de Magda Luzardo que foi carnavalesca durante anos na mesma agremiação, falecida em 2013. Pai do Chef Thiago Luzardo, formado pela Lê cordon Bleu Brasil . No carnaval carioca, Severo teve passagens pela União da Ilha do Governador, Império Serrano, Paraíso do Tuiuti, Acadêmicos do Cubango, entre outras. Além do carnaval, Severo foi figurinista de novelas do exterior, como Laços de Sangue, e de filmes, como o "O Tempo e o Vento".

## História
Começou sua carreira profissional em Uruguaiana, RS, onde atuou durante muito tempo como carnavalesco da escola de samba Os Rouxinóis desde os anos 70. Com 14 anos mudou-se Porto Alegre e cursou as faculdades de Arquitetura e Urbanismo na Ritter dos Reis, Publicidade e Propaganda na PUC/RS, e Artes Plásticas no Atelier Livre da Prefeitura. Na capital gaúcha, assinou figurinos de peças de teatro e pequenos filmes. Nesse período, aceitou o convite da escola de samba Academia de Samba Praiana e renovou sua estética  com campeonato e colocações marcantes na vida da entidade.
Severo sempre foi um apoiador do teatro gaúcho incentivando com materiais e aportes financeiros para a construção de diversos espetáculos, calçado na sua visão de Diretor de Marketing da empresa Makro Central de Aviamentos de Porto Alegre. Nesse período viajou pelos grandes centros de moda internacionais, fazendo constantemente o circuito Paris/Milão, e palestrando pelo Brasil todo sobre mercado e tendências futuras. Inaugurou sua empresa de consultoria, a Luzardo Moda e Marketing, onde assinou diversas coleções para empresas de confecções de todo o Brasil. Assumiu ainda a direção regional da marca GUESS no Brasil, promovendo a expansão de mercado e eventos institucionais no Sul do país.
Sempre mantendo uma forte relação com o Rio de Janeiro desde pequeno, pois sua família também tinha residência em Copacabana, onde vive até hoje,  optou em seguir a carreira de figurinista nesta cidade em 2002.
Tornou-se carnavalesco no ano de 2004 do Boi da Ilha do Governador, com o enredo "Uni, Duni, Tê, brincando construí um mundo novo pra você". Na sequência trabalhou com as escolas de samba Vizinha Faladeira, Villa Rica, e Acadêmicos do Dendê.
Entrou para a Televisão Globo em 2002, criando figurinos para novelas e minisséries e paralelamente cursou uma Pós-graduação em Figurino e Carnaval na Universidade Veiga de Almeida. Como assistente de figurino, fez seu primeiro filme longa metragem em 2004, "Mais Uma Vez Amor", dirigido por Rosane Savartman. Também como assistente de figurino, trabalhou nas minisséries "Queridos Amigos" (escrita por Maria Adelaide Amaral e dirigida por Denise Saraceni) e "Acampamento de Férias 2" (escrita por Renato Aragão e direção de Jayme Monjardim), nas novelas "Ciranda de Pedra" (escrita por Alcides Nogueira e direção de Denise Saraceni),  "Tempos Modernos" (escrita por Bosco Brasil sob a supervisão de texto de Aguinaldo Silva e direção ficou a cargo de José Luiz Villamarim), "Cordel Encantado" (escrita por Duca Rachid, Thelma Guedes e Thereza Falcão com a direção  Amora Mautner e direção de núcleo de Ricardo Waddington), e nos especiais "Dó, ré, mi, fábrica" (escrito por Péricles Barros com direção de Flávia Lacerda), "O Natal do Menino Imperador" (escrito por Péricles de Barros, com direção geral de Denise Saraceni) e "Nosso Querido Trapalhão" (direção de núcleo de Jayme Monjardim e direção geral de Teresa Lampreia).
Participou da equipe brasileira da novela "Laços de Sangue", uma telenovela portuguesa, a primeira resultante da parceria SIC e Rede Globo. Esta novela ganhou o Emmy Internacional de melhor telenovela de 2011.
Em 2008, foi contratado para ser carnavalesco do Arranco do Engenho de Dentro, onde apresentou o enredo "Andanças e Folias" e continuou na escola do Engenho de Dentro por alguns anos. Tanto foi sua relação de carinho com a comunidade, que num feito inédito, passou a integrar a galeria de velha guarda da agremiação permanecendo até hoje.
Em 2011, inovou como carnavalesco da Império da Tijuca, surpreendendo o público e comunidade com o belo desfile apresentado pela escola do Morro da Formiga. Em 2012 confirmou a boa atuação do ano anterior o que o fez ser reconhecido como um dos carnavalescos emergentes do Carnaval Carioca.
Criou e produziu em 2008, parte dos figurinos dos insertes musicais para o filme indiano "Enthiran", ou "Robot" (em Inglês), e foi junto com a equipe gravar nas belas locações de Machu Pichu, no Peru. Dirigido por S. Shankar e produzido por Kalanithi Maran, o filme estreou mundialmente em Outubro de 2010, e se converteu na película mais cara da Índia até essa data, batendo recordes de espectadores.
Em 2013, como figurinista assistente, integrou a equipe do filme "Vendo ou Alugo", longa metragem de comédia brasileiro dirigido por Betse de Paula, e produzido por Mariza Leão. No carnaval, foi contratado para fazer o carnaval da Acadêmicos do Cubango, criando um espetáculo de luxo e beleza com o enredo "Teimosias da Imaginação". Neste ano também como carnavalesco do Arranco do Engenho de Dentro.
Em 2014, fez o carnaval da Paraíso do Tuiuti, com a reedição do histórico "Kizomba, a festa da raça", da Vila Isabel, do ano de 1988. Foi uma de seus trabalhos mais marcantes, honrando com brilhantismo o grande enredo repaginado em parceria com Martinho da Vila.
Como gaúcho de origem, teve a responsabilidade de criar um dos maiores figurinos do cinema nacional, com uma precisão impecável na reprodução de detalhes da indumentária gaúcha no filme "O Tempo e o Vento"  filme brasileiro dirigido por Jayme Monjardim. O longa metragem estreou em 20 de setembro de 2013, obtendo uma renda de 7,7 milhões de reais em bilheteria. Esta adaptação da trilogia homônima de Érico Veríssimo recebeu o troféu Lente de Cristal de Melhor Filme - 5º Cinefest Brasil/Montevidéu. Depois foi adaptado para linguagem da televisão com uma hora a mais de gravações e foi exibido pela Rede Globo como uma microssérie em 2014.
Na  TV Globo, assinou como figurinista titular também a novela das 18 horas "Flor do Caribe", escrita por Walther Negrão, com colaboração de Suzana Pires, do núcleo de Jayme Monjardim.
Já em 2015, foi contratado pela Produtora Casablanca de SP, para assinar os figurinos de época da novela "Escrava Mãe", escrita por Gustavo Reiz e dirigida por Ivan Zettel. Devido ao sucesso estrondoso de crítica e público, a produtora paulista o contratou automaticamente para realizar as novelas "A Terra Prometida" (escrita por Renato Modesto e direção geral de Alexandre Avancini), "O Rico e Lázaro" (de Paula Richard e direção geral de Edgard Miranda) e ainda a novela "Belaventura" dirigida por Ivan Zettel.
A partir daí sua carreira passa a ter destaque marcante no Rio de Janeiro. No ano seguinte Severo surpreende resgatando toda a dignidade e estima do Império Serrano com o enredo "Poema aos peregrinos da Fé". Com a comunidade em êxtase, faz no ano seguinte um dos mais lindos desfiles da escola, contando sua própria história no enredo - "Silas canta Serrinha".
Em 2016 Severo Luzardo retornou a sua cidade natal e escola de origem, a Rouxinóis, para um enredo sobre os carnavais antigos, e sagrou-se mais uma vez campeão. Também em 2016, assina o figurino do filme "Pequeno Segredo",  filme brasileiro e neozelandês do gênero drama, dirigido por David Schürmann, e que foi escolhido para representar o Brasil na disputa pelo Oscar de melhor filme estrangeiro.
Assina ainda o figurino de  "TIÃO" um curta-metragem de ficção que discute a cidade e a violência a partir de um personagem símbolo de sua formação, São Sebastião. Criado por Jeferson Pedro e co-roteirizado e dirigido por Clementino Junior, dentro de um processo de criação e execução colaborativo, falta pouco para chegar às telas.
Como carnavalesco, atinge em 2017 o topo da elite do carnaval carioca assinando a querida escola de samba União da Ilha do Governador, com o enredo "Nzara Ndembu, glória ao senhor tempo", sobre a cultura Bantu. Numa renovação total da estética da escola, mais uma vez arrebanha a comunidade com muito orgulho e estima, fazendo um dos mais lindos desfiles da escola insulana. No mesmo ano também volta a sua cidade natal e consegue o 30° Campeonato da sua escola de samba OS ROUXINÓIS com o enredo "África de todos nós", num fato inédito para o carnaval brasileiro.
"Brasil bom de boca"  foi o enredo escolhido para o ano de 2018 na União da Ilha. Contando a gastronomia brasileira, culinárias regionais, origens e tradições da mesa brasileira, reuniu sob a curadoria da Chef Flávia Quaresma, a quantia impressionante de 119 Chefs que dignificam a gastronomia do Brasil, reunindo de norte a sul, a maior representação desse setor dentro de um evento de grande porte nacional.
Neste mesmo ano, na escola de samba OS ROUXINÓIS, apresentou "Contos e encontros além da imaginação. Desfile marcado pelo luxo e requinte característico da escola, mas também por uma tempestade com chuvas torrenciais e ventos muito fortes exatamente durante o desfile da escola.
Em 2019, Severo cria um recorte altamente literário para o enredo da União da Ilha, apresentando "A peleja poética entre Rachel e Alencar no avarandado do céu".  O Ceará foi mostrado da forma mais autentica possível. Entre viagens pelo interior e litoral do estado, o carnavalesco conseguiu a doação de 15 mil peças de artesanato, bordados, rendas, redes, flores, palhas, feito por artistas importantes e artesões locais. Foi um dos desfiles mais luxuosos e perfeitos realizados pela escola. Uma plástica irretocável que obteve nota 10 em alegorias e adereços. A comunidade da escola ficou muito feliz com o desfile impactante, onde na comissão de frente, o grande impacto do Padin Ciço voando os céus encima de drones, arrancavam aplausos e ovações da platéia presente ao sambódromo.
Ainda em 2019, Severo consegue o 31° campeonato para a escola de samba OS ROUXINÓIS, com o enredo "Os fillhos mágicos dos ventos", assinando esse desfile com seu assistente Davi Gbana, e também assinou os figurinos da Cerimônia de Abertura da Copa América de 2019, disputada no Brasil.
Após o carnaval de 2020, foi anunciado seu retorno à União da Ilha do Governador, fazendo uma dupla com Cahê Rodrigues. Durante o desenvolvimento do enredo "O Vendedor de Orações", Severo morre aos 59 anos, em 12 de março de 2022, vítima de complicações de um câncer.

## Desfiles Assinados por Severo Luzardo
| Ano  | Escola                      | Colocação   | Divisão                | Enredo                                                                                           | Ref.   |
| ---- | --------------------------- | ----------- | ---------------------- | ------------------------------------------------------------------------------------------------ | ------ |
| 1978 | Os Rouxinóis                | Campeã      | Grupo Especial         | Praça Onze em show maior                                                                         | [ 10 ] |
| 1979 | Os Rouxinóis                | Campeã      | Grupo Especial         | Apoteose ao Samba                                                                                | [ 10 ] |
| 1981 | Os Rouxinóis                | Campeã      | Grupo Especial         | O Esplendor das sete cidades de rocha                                                            | [ 10 ] |
| 1982 | Os Rouxinóis                | Campeã      | Grupo Especial         | Muiraquitã, um mundo de belezas                                                                  | [ 10 ] |
| 1983 | Os Rouxinóis                | Campeã      | Grupo Especial         | Voa, voa, passarinho de cristal                                                                  | [ 10 ] |
| 1987 | Unidos da Cova da Onça      | Campeã      | Grupo Especial         | Quatro dias de caviar                                                                            |        |
| 1989 | Os Rouxinóis                | Campeã      | Grupo Especial         | O Corsário                                                                                       | [ 10 ] |
| 1998 | Rouxinóis                   | Campeã      | Grupo Especial         | Cantei, Pulei, Dancei e me Acabei.                                                               | [ 10 ] |
| 1999 | Os Rouxinóis                | 4º lugar    | Grupo Especial         | Além da Imaginação                                                                               | [ 10 ] |
| 2000 | Os Rouxinóis                | Campeã      | Grupo Especial         | www.rouxinois.com.br                                                                             | [ 10 ] |
| 2000 | Academia de Samba Praiana   | Campeã      | Grupo Intermediário A  | www.praiana.com.br                                                                               |        |
| 2001 | Os Rouxinóis                | Campeã      | Grupo Especial         | Tudo que é bom engorda, faz mal ou é pecado                                                      | [ 10 ] |
| 2001 | Academia de Samba Praiana   | Vice-Campeã | Grupo Especial         | Eu quero é mais                                                                                  |        |
| 2002 | Rouxinóis                   | Campeã      | Grupo Especial         | Pra te fazer feliz                                                                               | [ 10 ] |
| 2002 | Academia de Samba Praiana   | 4º lugar    | Grupo Especial         | Quero ficar com você                                                                             |        |
| 2003 | Os Rouxinóis                | Campeã      | Grupo Especial         | Sou ouro forte, sou raiz do samba                                                                | [ 10 ] |
| 2004 | Os Rouxinóis                | Campeã      | Grupo Especial         | Pelos quatro cantos... com os quatro ventos, eu brinco                                           | [ 10 ] |
| 2004 | Academia de Samba Praiana   | 5º lugar    | Grupo Especial         | Como pode o peixe vivo, viver fora d'agua fria...                                                |        |
| 2004 | Boi da Ilha do Governador   | 7º lugar    | Grupo B                | Uni, Duni, Tê, brincando construí um mundo novo pra você                                         | [ 11 ] |
| 2006 | Os Rouxinóis                | Campeã      | Grupo Especial         | Terra Brasilis, a metamorfose da vida                                                            | [ 10 ] |
| 2006 | Academia de Samba Praiana   | 7º lugar    | Grupo Especial         | O fabuloso vôo do Beija-Flor no carnaval do encantamento                                         |        |
| 2006 | Vizinha Faladeira           | 9º lugar    | Grupo A                | Adorável loucura na cidade do encantamento                                                       | [ 12 ] |
| 2006 | Unidos da Villa Rica        | 8º lugar    | Grupo C                | Malandragem, adeus: com exceção do Zé, o resto é mané                                            | [ 13 ] |
| 2007 | Os Rouxinóis                | Vice-Campeã | Grupo Especial         | Ave Marias! Cheias de Graça...                                                                   | [ 10 ] |
| 2007 | Academia de Samba Praiana   | 9º lugar    | Grupo Especial         | Vida nova nas terras santas das Cachoeiras do Sul                                                |        |
| 2007 | Acadêmicos do Dendê         | Vice-Campeã | Grupo C                | Licença vamos pedir, pra nossa folia brincar, quem quiser entrar na dança, se assim lhe agradar! | [ 14 ] |
| 2008 | Arranco                     | 4º lugar    | Grupo B                | Andanças e folias                                                                                | [ 15 ] |
| 2008 | Acadêmicos do Dendê         | 6º lugar    | Grupo C                | Lendas à brasileira, com gosto de manga e perfume de jasmim                                      | [ 16 ] |
| 2009 | Unidos de Aquarius          | 4º lugar    | Grupo A                | Dançando Folias                                                                                  |        |
| 2009 | Arranco                     | 4º lugar    | Grupo Rio de Janeiro 1 | O Arranco é todo amor...                                                                         | [ 17 ] |
| 2010 | Os Rouxinóis                | 3º lugar    | Grupo Especial         | Uma paixão nacional contada em cinco copos                                                       |        |
| 2010 | Arranco                     | 2º lugar    | Grupo Rio de Janeiro 1 | Bendita baderna numa rua chamada felicidade                                                      | [ 18 ] |
| 2011 | Os Rouxinóis                | Vice-Campeã | Grupo Especial         | Carrossel de Folias                                                                              | [ 10 ] |
| 2011 | Bambas da Orgia             | 9º lugar    | Grupo Especial         | Ô Abre-Alas Que eu Quero Passar.                                                                 | [ 19 ] |
| 2011 | Império da Tijuca           | 7º lugar    | Grupo A                | O Mundo em Carnaval - Um Olhar sobre a cultura dos povos                                         | [ 20 ] |
| 2011 | Acadêmicos do Dendê         | 3º lugar    | Grupo D                | Saideira, uma paixão nacional                                                                    | [ 21 ] |
| 2012 | Império da Tijuca           | 3º lugar    | Grupo A                | Utopias - viagens aos confins da imaginação                                                      | [ 22 ] |
| 2013 | Acadêmicos do Cubango       | 11º lugar   | Série A                | Teimosias da Imaginação                                                                          |        |
| 2013 | Arranco                     | 2º lugar    | Grupo B                | Boca de cena                                                                                     |        |
| 2014 | Paraíso do Tuiuti           | 8º lugar    | Série A                | Kizomba, a festa da raça                                                                         |        |
| 2015 | Império Serrano             | 3º lugar    | Série A                | Poema aos Peregrinos da Fé                                                                       |        |
| 2015 | Arranco                     | 6º lugar    | Série B                | Oh, que saudades que eu tenho...                                                                 |        |
| 2015 | Acadêmicos do Dendê         | 6º lugar    | Série C                | A ginga da rainha                                                                                |        |
| 2016 | Os Rouxinóis                | Campeã      | Grupo Especial         | Abre-Alas Que Eu Quero Passa                                                                     | [ 10 ] |
| 2016 | Império Serrano             | 4º lugar    | Série A                | Silas canta Serrinha                                                                             |        |
| 2016 | Acadêmicos do Dendê         | 11º lugar   | Grupo C                | Wandyr Trindade, sua estrela vira um sonho na avenida                                            |        |
| 2017 | União da Ilha do Governador | 8º lugar    | Grupo Especial         | Nzara Ndembu Glória ao Senhor Tempo                                                              | [ 23 ] |
| 2017 | Os Rouxinóis                | Campeã      | Grupo Especial         | África de Todos Nós                                                                              | [ 10 ] |
| 2018 | União da Ilha do Governador | 10º lugar   | Grupo Especial         | Brasil bom de boca                                                                               |        |
| 2018 | Os Rouxinóis                | 4º Lugar    | Grupo Especial         | Contos e Encontros Além da Imaginação                                                            | [ 10 ] |
| 2019 | União da Ilha do Governador | 10º lugar   | Grupo Especial         | A peleja poética entre Rachel e Alencar no avarandado do céu                                     |        |
| 2019 | Os Rouxinóis                | Campeã      | Grupo Especial         | Os Filhos Mágicos dos Ventos                                                                     |        |
| 2020 | Os Rouxinóis                | 5º lugar    | Grupo Especial         | O feitiço da Lua                                                                                 |        |
| 2020 | Acadêmicos do Dendê         | 4º lugar    | Grupo de Avaliação     | Reciclando Carnavais                                                                             |        |
| 2022 | Os Rouxinóis                |             | Grupo Especial         |                                                                                                  |        |
| 2022 | União da Ilha do Governador |             | Série Ouro             | O vendedor de orações                                                                            |        |

## Novelas e Minisséries
| Ano  | Titulo                  | Cargo                  |
| ---- | ----------------------- | ---------------------- |
| 2007 | Queridos Amigos         | Figurinista Assistente |
| 2008 | Ciranda de Pedra        | Figurinista Assistente |
| 2009 | Tempos Modernos         | Figurinista Assistente |
| 2011 | Cordel Encantado        | Figurinista Assistente |
| 2010 | Laços de Sangue         | Figurinista Assistente |
| 2012 | Acampamento de Férias 2 | Figurinista Assistente |
| 2013 | Flor do Caribe          | Figurinista            |
| 2014 | O Tempo e o Vento       | Figurinista            |
| 2015 | Escrava Mãe             | Figurinista            |
| 2016 | A Terra Prometida       | Figurinista            |
| 2017 | O Rico e Lázaro         | Figurinista            |
| 2017 | Belaventura             | Figurinista            |
| 2018 | Jesus                   | Figurinista            |
| 2019 | Topíssima               | Figurinista            |
| 2019 | Amor sem igual          | Figurinista            |
| 2019 | O Figurante             | Figurinista            |
| 2020 | Genesis                 | Figurinista            |

## Filmes
| Ano  | Titulo                         | Cargo                  |
| ---- | ------------------------------ | ---------------------- |
| 2004 | Mais Uma Vez Amor              | Figurinista Assistente |
| 2013 | Vendo ou Alugo                 | Figurinista Assistente |
| 2014 | O Tempo e o Vento              | Figurinista            |
| 2016 | Pequeno Segredo                | Figurinista            |
| 2016 | Tião                           | Figurinista            |
| 2019 | O Melhor Verão de nossas vidas | Figurinista            |

|    | Ano  | PRÊMIOS                                                                         | Cidade              |
| -- | ---- | ------------------------------------------------------------------------------- | ------------------- |
| 1  | 1979 | Melhor Escola de Samba - Os Rouxinóis                                           | Uruguaiana - RS     |
| 2  | 1981 | Melhor Figurinista - Os Rouxinóis                                               | Uruguaiana - RS     |
| 3  | 1982 | Melhor Carnavalesco - Os Rouxinóis                                              | Uruguaiana - RS     |
| 4  | 1982 | Melhor Samba Enredo - Troféu Pitico - Os Rouxinóis                              | Uruguaiana - RS     |
| 5  | 1994 | Troféu The Best - Personalidade                                                 | Porto Alegre - RS   |
| 6  | 1995 | Troféu Jovem Personalidade                                                      | Porto Alegre - RS   |
| 7  | 1998 | Troféu Cruz Missioneira                                                         | Santo Ângelo - RS   |
| 8  | 2000 | Estandarte de Ouro - Melhor Figurinista - Os Rouxinóis                          | Uruguaiana - RS     |
| 9  | 2000 | Estandarte de Ouro - Melhor Carnavalesco - Os Rouxinóis                         | Uruguaiana - RS     |
| 10 | 2000 | Estandarte de Ouro - Melhor Escola de Samba - Os Rouxinóis                      | Uruguaiana - RS     |
| 11 | 2000 | Estandarte de Ouro - Melhor Enredo - Academia de Samba Praiana                  | Porto Alegre - RS   |
| 12 | 2000 | Estandarte de Ouro - Melhor Comissão de Frente - Academia de Samba Praiana      | Porto Alegre - RS   |
| 13 | 2000 | Estandarte de Ouro - Melhor Escola de Samba - Academia de Samba Praiana         | Porto Alegre - RS   |
| 14 | 2001 | Prêmio Os Melhores dos Melhores                                                 | Porto Alegre - RS   |
| 15 | 2001 | Estandarte de Ouro - Melhor Figurinista - Os Rouxinóis                          | Uruguaiana - RS     |
| 16 | 2001 | Estandarte de Ouro - Melhor Carnavalesco - Os Rouxinóis                         | Uruguaiana - RS     |
| 17 | 2001 | Estandarte de Ouro - Melhor Escola de Samba - Os Rouxinóis                      | Uruguaiana - RS     |
| 18 | 2002 | Estandarte de Ouro - Melhor Figurinista - Os Rouxinóis                          | Uruguaiana - RS     |
| 19 | 2002 | Estandarte de Ouro - Melhor Carnavalesco - Os Rouxinóis                         | Uruguaiana - RS     |
| 20 | 2002 | Estandarte de Ouro - Melhor Escola de Samba - Os Rouxinóis                      | Uruguaiana - RS     |
| 21 | 2003 | Troféu Jubileu de Ouro                                                          | Uruguaiana - RS     |
| 22 | 2003 | Troféu Banrisul Arte e Cultura                                                  | Uruguaiana - RS     |
| 23 | 2004 | Troféu Noite de Ouro                                                            | Rio de Janeiro - RJ |
| 24 | 2006 | Troféu Liesu Destaque Especial                                                  | Uruguaiana - RS     |
| 25 | 2006 | Estandarte de Ouro - Melhor Figurinista - Os Rouxinóis                          | Uruguaiana - RS     |
| 26 | 2006 | Estandarte de Ouro - Melhor Carnavalesco - Os Rouxinóis                         | Uruguaiana - RS     |
| 27 | 2006 | Estandarte de Ouro - Melhor Escola de Samba - Os Rouxinóis                      | Uruguaiana - RS     |
| 28 | 2007 | Estandarte de Ouro - Melhor Figurinista - Os Rouxinóis                          | Uruguaiana - RS     |
| 29 | 2008 | Prêmio Parangolés - Secretaria de Cultura                                       | Rio de Janeiro - RJ |
| 30 | 2008 | Troféu Mario Jorge - Destaque Especial                                          | Rio de Janeiro - RJ |
| 31 | 2008 | Prêmio Extra de Televisão - Melhor Figurino - Novela Ciranda de Pedra           | Rio de Janeiro - RJ |
| 32 | 2009 | Troféu Sambanet - Melhor Comissão de Frente - Arranco do Engenho de Dentro      | Rio de Janeiro - RJ |
| 33 | 2010 | Troféu Plumas & Paetês - Melhor Figurinista - Arranco do Engenho de Dentro      | Rio de Janeiro - RJ |
| 34 | 2010 | Prêmio Sambanet - Melhor Conjunto Alegórico - Arranco do Engenho de Dentro      | Rio de Janeiro - RJ |
| 35 | 2011 | Estandarte de Ouro - Melhor Escola de Samba - O Globo - Império da Tijuca       | Rio de Janeiro - RJ |
| 36 | 2011 | Emmy Internacional - Melhor Novela - Laços de Sangue                            | EUA                 |
| 37 | 2011 | Troféu Jorge Lafond - Melhor Carnavalesco - Império da Tijuca                   | Rio de Janeiro - RJ |
| 38 | 2011 | Troféu Jorge Lafond - Melhor Escola de Samba - Império da Tijuca                | Rio de Janeiro - RJ |
| 39 | 2011 | Troféu O Samba é nosso - Melhor Carnavalesco                                    | Rio de Janeiro - RJ |
| 40 | 2011 | Troféu O Samba é nosso - Melhor Conjunto Alegórico                              | Rio de Janeiro - RJ |
| 41 | 2011 | Troféu Plumas e Paetês - Melhor Pesquisa de Enredo                              | Rio de Janeiro - RJ |
| 42 | 2011 | Troféu Sambanet - Melhor Conjunto Alegórico                                     | Rio de Janeiro - RJ |
| 43 | 2011 | Prêmio Contigo de Televisão - Melhor figurino de novelas - Cordel Encantado     | Rio de Janeiro - RJ |
| 44 | 2011 | Prêmio Extra de Televisão - Melhor figurino de novelas - Cordel Encantado       | Rio de Janeiro - RJ |
| 45 | 2011 | Prêmio Extra de Televisão - Melhor novela - Cordel Encantado                    | Rio de Janeiro - RJ |
| 46 | 2011 | Prêmio Hello Melhor Carnavalesco                                                | Rio de Janeiro - RJ |
| 47 | 2011 | Prêmio Personalidade do Ano                                                     | Bezerros - PE       |
| 48 | 2012 | Troféu Jorge Lafond - Melhor Figurinista - Império da Tijuca                    | Rio de Janeiro - RJ |
| 49 | 2012 | Troféu Plumas & Paetês - Melhor Figurinista - Império da Tijuca                 | Rio de Janeiro - RJ |
| 50 | 2012 | Troféu Destaque Academia Niteroiense de Belas Artes                             | Niterói - RJ        |
| 51 | 2013 | Prêmio Sambanet de Melhor Alegoria                                              | Rio de Janeiro - RJ |
| 52 | 2013 | Prêmio Sambanet de Melhor Ala de Baianas                                        | Rio de Janeiro - RJ |
| 53 | 2013 | Prêmio Samba na Veia - Melhor Conjunto Alegórico - Arranco do Engenho de Dentro | Rio de Janeiro - RJ |
| 54 | 2013 | Prêmio Samba na Veia - Melhor Enredo - Arranco do Engenho de Dentro             | Rio de Janeiro - RJ |
| 55 | 2013 | Prêmio Estrela do Carnaval - Melhor Conjunto de Fantasias                       | Rio de Janeiro - RJ |
| 56 | 2013 | Prêmio Estrela do Carnaval - Melhor Conjunto de Alegorias                       | Rio de Janeiro - RJ |
| 57 | 2013 | Melhor Filme - Festival do Audiovisual - Vendo ou Alugo                         | Recife - PE         |
| 58 | 2014 | Oscar do Samba - Melhor Escola de Samba - Paraíso do Tuiuti - Kizomba           | Rio de Janeiro - RJ |
| 59 | 2015 | Prêmio SRZD Melhor Escola de Samba Grupo B                                      | Rio de Janeiro - RJ |
| 60 | 2015 | Prêmio Ziriguidum de Melhor Enredo - Acadêmicos do Dendê                        | Rio de Janeiro - RJ |
| 61 | 2015 | Prêmio Elite do Samba Melhor Enredo - Acadêmicos do Dendê                       | Rio de Janeiro - RJ |
| 62 | 2015 | Prêmio Samba Na Veia Melhor enredo - Acadêmicos do Dendê                        | Rio de Janeiro - RJ |
| 63 | 2015 | Oscar do Samba - Melhor enredo - Império Serrano                                | Rio de Janeiro - RJ |
| 64 | 2016 | Prêmio Tamborim do Samba - Melhor Escola de Samba - Império Serrano             | Rio de Janeiro - RJ |
| 65 | 2016 | Troféu Sambista de Melhor Enredo Série A - Império Serrano                      | Rio de Janeiro - RJ |
| 66 | 2016 | Estandarte de Ouro Melhor Escola de Samba - O Globo - Império Serrano           | Rio de Janeiro - RJ |
| 67 | 2016 | Troféu Jorge Lafond Melhor Escola de Samba - Império Serrano                    | Rio de Janeiro - RJ |
| 68 | 2016 | Troféu Jorge Lafond Melhor Ala de Baianas - Império Serrano                     | Rio de Janeiro - RJ |
| 69 | 2016 | Troféu Jorge Lafond Melhor Comissão de Frente                                   | Rio de Janeiro - RJ |
| 70 | 2016 | Troféu Sambasul Melhor Ala de Crianças                                          | Uruguaiana - RS     |
| 71 | 2016 | Troféu Sambasul Melhor Ala de Baianas                                           | Uruguaiana - RS     |
| 72 | 2016 | Troféu Sambasul de Melhor Figurino de Velha Guarda                              | Uruguaiana - RS     |
| 73 | 2016 | Melhor novela Seoul International Drama Awards com Escrava Mãe                  | Coréia              |
| 74 | 2017 | Troféu Sambasul de Melhor Destaque de Luxo (União da Ilha)                      | Uruguaiana - RS     |
| 75 | 2017 | Troféu Sambasul Personalidade do Ano                                            | Uruguaiana - RS     |
| 76 | 2017 | Estandarte de Ouro de Melhor Comissão de Frente - União da Ilha                 | Rio de Janeiro - RJ |
| 77 | 2019 | Troféu Sambasul de melhor comissão de frente - Os Rouxinóis                     | Uruguaiana - RS     |
| 78 | 2019 | Troféu Plumas e Paetês melhor destaque de luxo - União da Ilha                  | Rio de Janeiro - RJ |
| 79 | 2019 | Troféu Confete e Serpentina melhor comissão de frente - Os Rouxinóis            | Uruguaiana - RS     |